# Damp
Damp (akronym, engelska: deficits in attention, motor control and perception) var en svensk omdebatterad symptomdiagnos, vars symptombild innehöll koncentrationssvårigheter och nedsatt motorik. Diagnosen damp lanserades av den svenske psykiatrikern Christopher Gillberg, som varit medförfattare till de flesta av det trettiotal publicerade arbeten som använder begreppet. Begreppet definierades första gången 1986. Diagnosen ersatte i mångt och mycket diagnosen MBD (minimal brain dysfunction) i Sverige, vilken avskaffades helt 1990. Diagnosen damp avskaffades[när?] och ersattes med en kombination av de internationellt etablerade begreppen ADHD och DCD. När forskaren Eva Kärfve och barnläkaren Leif Elinder, önskade granska materialet vilket låg till grund för diagnosen förstörde bland annat Gillbergs fru 22 hyllmeter forskningsmaterial genom att köra dokumenten genom en dokumentförstörare.

## Diagnos
Vanligtvis ställdes diagnosen genom bland annat psykologiska test efter att skolan eller föräldrarna initierat undersökning på barnens specifika symptom.

## Behandling
Damp behandlades inom psykiatrin i svåra fall med låga doser centralstimulerande läkemedel, exempelvis metylfenidat, eller andra läkemedel såsom atomoxetin, vilka ansågs minska problemen som följde av funktionsnedsättningen. I lättare fall kunde det räcka med att föräldrar, syskon, skola, arbete och människor i barnets eller den vuxnes omgivning anpassade miljön och sitt beteende till personens särskilda behov genom att strukturera upp och schemalägga vardagen.

## Kontrovers
Diagnosen damp har varit föremål för omfattande diskussion. Kritiker kan uppdelas i två grupper: För det första de som avvisar den svenska diagnosen damp och föredrar internationellt etablerade diagnoser som ADHD och dyspraxi (DCD). För det andra de som ställer sig skeptiska till neuropsykiatriska diagnoser generellt, alltså såväl damp som ADHD.

### Konflikten kring källmaterial
Diagnosen har fått hård kritik, främst från sociologen Eva Kärfve, som hävdar att den endast införts som en ersättning för den tidigare internationellt brukade numera avförda diagnosen MBD, och att damp därför lider av samma brister som föranledde avskaffandet av den tidigare diagnosen. En annan kritiker i Sverige är särskoleläkaren och barnläkaren Leif Elinder inom omsorgsvården i Uppsala, som i både allmänna media och i facktidningar framfört kritik mot att så många kan vara drabbade. 1/5 barn  påstods ha diagnosen av Gillberggruppen.
Både Kärfve och Elinder hävdar att tillståndet damp är en "socialt konstruerad sjukdom", det vill säga inget som egentligen finns hos personerna utan är ett problem som bara existerar på grund av omvärldens krav på dessa personer. Kärfve och Elinder vidhåller att det mesta av den medicinska forskningen på området är grundat på dålig forskning eller manipulerade data. Elinder ville också studera det låga bortfallet av barn i forskningsmaterialet men nekades detta av Göteborgs universitet.
Christopher Gillberg dömdes i juni 2005 av Göteborgs tingsrätt till dagsböter för att inte ha lämnat ut källmaterialet från sin forskning till Eva Kärfve och Leif Elinder, vilka under flera år krävde detta med hänvisning till offentlighetsprincipen. Gillberg ansåg sig inte kunna bryta sekretesskyddet för deltagarna i studien och hade därför vägrat att lämna ut materialet, trots att Kammarrätten i Göteborg i tre domar hade slagit fast att det skulle lämnas ut. Kammarrättens dom innebar dock inte att Eva Kärfve och Leif Elinder slutligen fick ta del av källmaterialet, eftersom medarbetare till Gillberg hade förstört det.

### Förespråkare
Förespråkarna för damp/ADHD-diagnostiken, som hittills framför allt varit en fråga för barn- och ungdomspsykiatrin, har försvarat forskningen och utvecklingen. De har bland annat hävdat att alla människor, även barn, som har psykiska, fysiska och/eller sociala bestämda och gemensamma symptom per definition har en diagnos, och att de har rätt till medicinsk behandling och psykosocialt anpassningsstöd för att må och klara sig bättre. De menar att barnen, men också de vuxna som har damp, oftast är normalt begåvade, behöver primärt ett mer tydligt strukturerat liv, en väl anpassad social miljö (till exempel undervisning i mindre grupper), ökat personligt stöd i skolmiljön med assistent som hjälper barnet att kompensera för den försenade motoriska och sociala utvecklingen.